# 2018年アメリカ合衆国上院議会議員選挙 (ミシガン州)
2018年アメリカ合衆国上院議会議員選挙 （ミシガン州）は、ミシガン州代表のアメリカ合衆国上院議員(senator)を選出する選挙である。本選挙は2018年11月6日に行われる予定で、同日に、アメリカ合衆国上院議会議員選挙（各州選挙区） 、アメリカ合衆国下院議会議員選挙 、ならびに各地方選挙が行われる。 民主党所属で、現職のデイビー・ステイブノーは4期目の当選を目指し、立候補を表明している。 

## 民主党 (予備選挙)

### 候補者

#### 立候補表明者
- デイビー・ステイブノー - 現職
- クレイグ・アレン・スミス

## 共和党 (予備選挙)

### 候補者

#### 立候補表明者
- ボブ・カー - ビジネスマン[1]
- ジョン・E・ジェームス - ビジネスマンやイラクのベテラン[2]
- サンディ・ペンスラー、ビジネスマン[3]

### 立候補が取り沙汰されている者
- ジャスティン・アマッシュ - アメリカ合衆国下院議員[4]
- トム・バレット - 州下院議員[5]
- マイク・ボーチャード - オークランド郡保安官
- リック・ジョーンズ - 州上院議員
- ロンナ・ロムニ・マックダニエルl - 共和党全国委員会議長
- キャンディス・ミラー - マコーム郡公共事業担当委員、元アメリカ合衆国下院議員
- ランディ・リチャードビル - 州上院議会共和党院内総務[6]
- マイク・ロジャース - 元アメリカ合衆国下院議員

#### 立候補を否定した者
- ジョン・エングレー - 元州知事[7]
- テッド・ニュージェント - ミュージシャン、政治活動家(承認若手)[8]
- ロバート・リッキー - キッド・ロックとして知られるミュージシャン[9]
- ビル・シュッテ - 元アメリカ合衆国下院議員[10]
- フレッド・アップトン - アメリカ合衆国下院議員[11]

#### 撤退
- レナ・エプスティン - 実業家[12]
- ロバート・P・ヤングジュニア - ミシガン州最高裁判所長官[13][14]

## 第三極 (予備選挙)

### 緑の党
- アニータ・ベル - 活動家[15][16]

### 無所属

#### 立候補表明者
- マルシア・スクワイア[17]

## 総選挙

### 予測
| 調査機関                    | 評価     | 調査日         |
| --------------------------- | -------- | -------------- |
| The Cook Political Report   | Likely D | 2017年12月15日 |
| Rothenberg Political Report | Solid D  | 2017年12月13日 |
| Sabato's Crystal Ball       | Likely D | 2017年12月13日 |

### 世論調査
| 調査機関         | 調査日              | サンプル サイズ | 誤差範囲 | デイビー・ステイブノー(D) | サンディ・ペンスラー(R) | その他 | 未定 |
| ---------------- | ------------------- | --------------- | -------- | ------------------------- | ----------------------- | ------ | ---- |
| Glengiraff Group | 2018年1月16日ー19日 | 600             | ±4.0%    | 51%                       | 30%                     | –      | 18%  |

| 調査機関         | 調査日             | サンプル サイズ | 誤差範囲 | デイビー・ステイブノーow(D) | ジョン ・ジェームズ(R) | その他 | 未定 |
| ---------------- | ------------------ | --------------- | -------- | --------------------------- | ---------------------- | ------ | ---- |
| Glengiraff Group | 2018年1月16日-19日 | 600             | ±4.0%    | 51%                         | 30%                    | –      | 18%  |